# Busi
|  | Per a altres significats, vegeu «Principat de Busi». |

Busi és una tribu àrab del Iemen a la regió de l'Alt Yafa. Ocupa un petit territori a les muntanyes del nord de Yafa, prop de l'antiga frontera entre els dos Iemen.
El xeic fou considerat inclòs al Protectorat Occidental d'Aden (1917-1963) tot i que no consta cap tractat. No fou membre de la Federació d'Aràbia del Sud, i va ser nominalment part del Protectorat d'Aràbia del Sud. El 1967 el xeicat va quedar inclòs a la República Popular del Iemen del Sud a la muhafazah III (governació III).